# Pengersick Castle
Pengersick Castle är ett slott i England. Det ligger i grevskapet Cornwall, 13 km sydväst om Camborne. Det befästa slottet byggdes omkring 1510 och är byggnadsminnesmärkt ("grade I"). 